# Sana Guillera

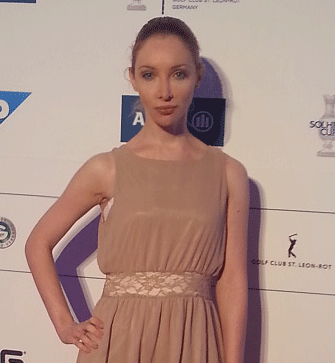
Sana Guillera 2014

Sana Guillera (* in Heidelberg) ist eine deutsche Schauspielerin, Filmproduzentin und Fotomodel.

## Leben und Wirken
Sana begann schon im Kindesalter das Schauspielern im Rahmen verschiedener Theater- und Schulprojekte. Ihren ersten größeren Erfolg hatte sie bereits im Jugendalter als Julia im Shakespeare-Stück Romeo und Julia. Sie reiste als Model an verschiedene Orte der Welt und lief mehrmals für verschiedene nationale und internationale Designer auf der Berliner Fashion Week.
In 2008/2009 produzierte sie den deutschen Dokumentarfilm Reel: Hard ´N´ Heavy – A Hardrock and Heavy Metal Documentary, der als einer der größten deutschen Musikdokumentationen galt, die je gemacht wurden.
Zusätzlich stand sie hierbei auch das erste Mal als Moderatorin und Interviewerin vor der Kamera.
Seit 2010 spielte sie in mehreren Werbespots, Musikvideos (Musiye, DJ Shog, In Strict Confidence), TV-Reportagen und Kurz- und Independentfilmen, besuchte zudem eine Schauspielschule in Berlin und nimmt bis heute Privatunterricht.

## Filmografie

### Kino
- 2010: Schwermetall – Der Film, Reel: Hard ´N´ Heavy – A Hardrock and Heavy Metal Documentary[2]
- 2012: Melphatria[2]
- 2014: Kinospot des Bundesamtes für magische Wesen[6]

### Fernsehen/Film
- 2013: Youthstyle Clip (Social Spot)
- 2014: Weihnachten für Dich (Kurzfilm)[2]
- 2014: Nächstenliebe (Kurzfilm)[2]
- 2014: Ich mal anders (Kurzfilm)[2]
- 2014: The Nude Chainsaw[2]
- 2015: Grimms Kinder